# John Olav Norheim
John Olav Norheim (Kristiansand, 1995. április 5. –) norvég labdarúgó, a HamKam hátvédje.

## Pályafutása
Norheim a norvégiai Kristiansand városában született. Az ifjúsági pályafutását a Flekkerøy akadémiájánál kezdte.
2012-ben mutatkozott be a Flekkerøy felnőtt keretében. 2014-ben az első osztályban szereplő Start szerződtette. 2014 és 2016 között a Flekkerøy, a Nest-Sotra és a KFUM Oslo csapatát erősítette kölcsönben. 2017-ben a Flekkerøyhöz, majd 2019-ben a Strømmenhez igazolt. 2020-ban a Jervhez csatlakozott. 2023. január 8-án hároméves szerződést kötött a HamKam együttesével. Először a 2023. április 10-ei, Sandefjord ellen 2–0-ra megnyert mérkőzésen lépett pályára. Első gólját 2023. április 30-án, a Viking ellen idegenben 7–3-as vereséggel zárult találkozón szerezte meg.

## Statisztikák
2023. augusztus 6. szerint
| Klub     | Szezon   | Osztály     | Bajnokság | Bajnokság | Kupa  | Kupa | Nemzetközi | Nemzetközi | Összesen | Összesen |
| Klub     | Szezon   | Osztály     | Meccs     | Gól       | Meccs | Gól  | Meccs      | Gól        | Meccs    | Gól      |
| -------- | -------- | ----------- | --------- | --------- | ----- | ---- | ---------- | ---------- | -------- | -------- |
| Strømmen | 2019     | OBOS-ligaen | 26        | 1         | 2     | 0    | —          | —          | 28       | 1        |
| Jerv     | 2020     | OBOS-ligaen | 19        | 2         | —     | —    | —          | —          | 19       | 2        |
| Jerv     | 2021     | OBOS-ligaen | 32        | 6         | 1     | 1    | —          | —          | 33       | 7        |
| Jerv     | 2022     | Eliteserien | 29        | 2         | 0     | 0    | —          | —          | 29       | 2        |
| Jerv     | Összesen | Összesen    | 80        | 10        | 1     | 1    | 0          | 0          | 81       | 11       |
| HamKam   | 2023     | Eliteserien | 17        | 2         | 1     | 0    | —          | —          | 18       | 2        |
| Összesen | Összesen | Összesen    | 123       | 13        | 4     | 1    | 0          | 0          | 127      | 14       |

## Sikerei, díjai
Jerv
- OBOS-ligaen
  - Feljutó (1): 2021